# Exercițiu fizic
Exercițiul fizic este o activitate musculară în scop de a dezvolta sau menține o condiție fizică bună și o sănătate generală pentru organism.

## Informații generale
Pentru fiecare exercițiu, mușchii sunt definiți ca fiind activi sau statici. Mușchii sunt considerați activi (sau principali), contractând și punând în mișcare o anumită structură a corpului. Sunt statice cele care fie ajută la contracție, fie încep să se miște, fac ca structura primară sau secundară să fie stabilă, ceea ce promovează mișcarea.
Există un număr mare de opțiuni pentru efectuarea unor exerciții fizice diferite - pentru oricare dintre ele există întotdeauna multe moduri diferite de a schimba mușchiul stimulator (prin schimbarea aderenței, poziția picioarelor, schimbarea vitezei de mișcare etc.).
Alegerea exercițiilor speciale, intensitatea acestora (greutatea aplicată atunci când sunt utilizate), volumul (numărul de abordări și repetări), durata și frecvența (numărul de lecții pe săptămână) sunt determinate pe baza abilităților și obiectivelor individuale ale unei persoane, stabilite prin consultarea unui profesionist în domeniul sănătății (îmbunătățirea generală a sănătății, exerciții de rezistență) și obținerea unui program individual cu recomandări care să țină cont de nevoile și oportunitățile individuale.

## Tipuri de exerciții fizice
- Exerciții de forță — tracțiunea este cea care urmărește creșterea masei musculare și dă o forță mai mare mușchilor.
- Exercițiul cardiac — de exemplu, sărind pe loc, înotul este bun pentru inimă, îmbunătățește rezistența și reduce greutatea corporală.
- Exercițiile de întindere a mușchilor vizează îmbunătățirea flexibilității corpului.

## Nutriție și recuperare
Nutriția corectă este la fel de importantă pentru sănătate ca și exercițiile fizice. Atunci când se exercită, devine și mai important să existe o dietă bună pentru a se asigura că organismul are raportul corect de macronutrienți, oferind în același timp micronutrienți ampli, pentru a ajuta corpul cu procesul de recuperare în urma unui exercițiu intens.
Recuperarea activă este recomandată după participarea la exerciții fizice deoarece îndepărtează lactatul din sânge mai repede decât recuperarea inactivă. Îndepărtarea lactatului din circulație permite scăderea ușoară a temperaturii corpului, care poate aduce beneficii și sistemului imunitar, deoarece un individ poate fi vulnerabil la boli minore dacă temperatura corpului scade prea brusc după exercițiile fizice.
Exercițiul are un efect asupra apetitului, dar dacă crește sau scade apetitul variază de la individ la individ și este afectat de intensitatea și durata exercițiului.